# Saʿd Ḥarīrī
Saʿd al-Dīn Ḥarīrī (in arabo سعد الدين رفيق الحريري‎?; Riyad, 18 aprile 1970) è un politico libanese, Primo ministro del Libano dal 18 dicembre 2016 al 19 dicembre 2019; aveva già ricoperto questo incarico dal giugno 2009 al gennaio 2011.
Secondo figlio di Rafīq al-Ḥarīrī, ex primo ministro assassinato nel 2005, dalla morte del padre è capo della coalizione politica Movimento il Futuro, movimento sunnita creato e guidato dal padre.

## Primi anni e vita privata
Saʿd Ḥarīrī (nella stampa Saad Hariri) è il figlio di Rafīq al-Ḥarīrī e della sua prima moglie Niḍāl al-Busṭānī, di origine irachena. Saʿd è nato ed è stato istruito a Riad in Arabia Saudita dove ha gestito parte degli affari del padre fino a quando questi non è stato ucciso. Dopo la morte del padre ha ereditato 4,1 miliardi di dollari nel 2005 guadagnandosi un posto nella lista degli uomini più ricchi del mondo. All'Università di Georgetown Alum, Ḥarīrī studiò amministrazione economica e si laureò in economia internazionale. Secondo Forbes è il 522° uomo più ricco del mondo con un patrimonio netto di 1,4 miliardi di dollari.
Saʿd è il presidente della Commissione Esecutiva di Oger Telecom che gestisce le telecomunicazioni in Vicino Oriente e in Africa. Oltre a questo Hariri è il presidente della Omnia Holdings e un membro del consiglio di amministrazione della Oger International Entreprise de Travaux Internationaux.

## Vita politica

### Esordio del 2005 e 14 marzo
La carriera politica di Saʿd Ḥarīrī inizia quando eredita dal padre, assassinato nel 2005, il partito Movimento il Futuro. In vista delle elezioni che si sono tenute nello stesso anno in cui venne ucciso Rafīq al-Ḥarīrī, Saʿd strinse un'alleanza con le Forze Libanesi di Samir Geagea e con il Partito Socialista Progressista di Walid Jumblatt, creando così la coalizione denominata del 14 marzo di orientamento filo-occidentale e antisiriano.
La grande rabbia dei libanesi nei confronti della Siria, che aveva ancora un grosso contingente militare in Libano, permise alla coalizione di vincere le elezioni del 2005. Questa rabbia nasceva dal fatto che il governo siriano era considerato il maggior imputato dell'uccisione dell'amato Rafīq al-Ḥarīrī.
Il titolo di Primo ministro venne affidato però a Fouad Siniora, Saʿd era troppo inesperto per affidargli una così alta carica che rimase comunque leader della coalizione.
I mesi e gli anni che seguirono furono molto difficili, nel 2006 scoppiò la guerra con Israele, venne ucciso il ministro dell'industria Pierre Amine Gemayel, i ministri sciiti si dimisero dal governo. Nel maggio-giugno 2008 la tensione fu altissima, le milizie di Hezbollah conquistarono con le armi la parte islamica di Beirut e distrussero la sede di Future TV l'emittente televisiva di proprietà di Saʿd Ḥarīrī. Gli accordi di Doha riportarono la calma e imposero la formazione di un nuovo governo. Anche in questo caso Fouad Siniora venne designato Primo Ministro, mentre molti indicavano Saʿd Ḥarīrī.

### Elezioni del giugno 2009 e primo governo
In vista delle elezioni del 7 giugno 2009, Saʿd Ḥarīrī si è presentato sempre con la coalizione del 14 marzo e i suoi avversari con la coalizione 8 marzo. I sondaggi davano per molto probabile una vittoria di Hezbollah e dei suoi alleati. Le elezioni invece hanno visto la vittoria di Saʿd Ḥarīrī che ha ricevuto dal presidente Michel Suleiman il compito di formare il nuovo governo.
Ḥarīrī,conoscendo bene quale fosse la forza politica e militare di Hezbollah propose all'opposizione di entrare a far parte di un governo di unità nazionale. Come era già accaduto l'anno prima Hezbollah voleva che l'opposizione mantenesse il potere di veto all'interno del governo. Dopo diverse trattative maggioranza e opposizione si accordarono sul creare una squadra di governo formata da trenta ministri (15 della maggioranza, 10 dell'opposizione e 5 nominati dal presidente). Agli inizi di settembre Ḥarīrī presentò unilateralmente la lista dei ministri al presidente Suleiman. Lista che venne subito rigettata dalla minoranza guidata da Hezbollah e da Michel Aoun. Il 10 settembre dopo tre mesi di trattative Saʿd Ḥarīrī rinunciò all'incarico di formare un governo. L'arenarsi delle trattative si dice fosse dovuto all'opposizione che non voleva rinunciare ad alcuni ministeri-chiave. In particolar modo Aoun non voleva rinunciare al ministero dell'interno e a quello delle telecomunicazioni. Altro motivo della mancata formazione del governo erano le tensioni che correvano nella regione fra alcuni stati arabi (soprattutto Siria e Arabia Saudita) che manovrano i partiti libanesi.
Il presidente Michel Suleiman dopo alcuni giorni di consultazioni riaffida il compito di formare un governo a Saʿd Ḥarīrī il 16 settembre 2009. Le possibilità di formare un governo per Ḥarīrī erano basse ma il riavvicinamento tra la Siria e l'Arabia Saudita fece crescere le speranze.
Dopo molti giorni di trattative il 9 novembre 2009 il presidente Suleiman annuncia alla nazione la formazione di un governo di unità nazionale dopo cinque mesi dalle elezioni con la formula del 15 + 10 + 5. Ossia 15 ministeri alla maggioranza, 10 all'opposizione e 5 nominati dal presidente. Insieme alla maggioranza nel governo sono entrati il partito Hezbollah e il Movimento Patriottico Libero di Michel Aoun. Dopo alcuni giorni di discussione il nuovo governo riesce ad ottenere un'ampia fiducia dal parlamento libanese (122 voti su 128) in quanto concede a Hezbollah il diritto di mantenere i suoi armamenti.

### Caduta
Il primo di governo di Ḥarīrī ebbe però vita breve, la decisione di collaborare e non disconoscere il Tribunale speciale per il Libano, il cui scopo è ritrovare e condannare gli assassini di Rafīq al-Ḥarīrī, padre di Saʿd, determina una crisi di governo. Il 12 gennaio 2011 i ministri che provenivano da Hezbollah si dimisero provocando la caduta del governo, l'azione nasce dal fatto che i procuratori del tribunale vedono in Hezbollah uno dei protagonisti dell'attentato che uccise Rafīq al-Ḥarīrī e decine di altre persone nell'esplosione.

### Secondo mandato
Il 18 dicembre 2016 è stato designato per la seconda volta capo del governo.

#### Dimissioni e coinvolgimento nelle purghe saudite
Il 4 novembre 2017 ha annunciato le sue dimissioni durante una visita di Stato in Arabia Saudita, denunciando una forte interferenza dell'Iran (che supporta Hezbollah, una delle forze politiche a sostegno del Governo Ḥarīrī) in Libano ed ha dichiarato di sentirsi in pericolo di vita. Le dimissioni vengono temporaneamente respinte dal presidente Michel Aoun in attesa che il capo del governo rientri in Libano, sospettando anche interferenze da parte dell'Arabia Saudita. Opinione comune è che Ḥarīrī sia rimasto coinvolto nelle purghe operate da Mohammad Bin Salman contro oppositori interni all'Arabia Saudita.
L'Iran ha respinto con veemenza le dichiarazioni di Sa'd Ḥarīrī ed ha definito le sue dimissioni parte di un complotto di Stati Uniti, Israele e Arabia Saudita per inasprire le tensioni in Medio Oriente. L'esercito libanese ha risposto affermando che secondo rapporti dell'intelligence in suo possesso oltre ad alcune indagini in corso non hanno rivelato "la presenza di alcun piano per assassini nel paese".
La maggior parte dei gruppi libanesi appoggiati dall'Iran o allineati agli sciiti, incluso Hezbollah, furono tra i primi ad accusare l'Arabia Saudita di tenere in ostaggio Ḥarīrī mentre funzionari sauditi lo hanno successivamente negato.
Diversi commentatori ed opinionisti libanesi espressero posizioni contrastanti riguardo alla situazione. Il giovane blogger anti-Hezbollah Michael Young dichiarò di non pensare che Ḥarīrī fosse un vero ostaggio del regime saudita, ma che la situazione stava confermando gli stretti legami tra lo stesso Ḥarīrī con i sauditi. Al contrario, il politologo libano-americano As'ad AbuKhalil affermò che Ḥarīrī era stato incarcerato e aggredito dai sauditi prima di ordinargli di trasmettere le sue dimissioni.
Nei giorni successivi venne annunciato che Ḥarīrī era in viaggio dall'Arabia Saudita agli Emirati Arabi Uniti. L'agenzia di stampa del partito di Ḥarīrī riferì che sarebbe poi passato in Bahrein e poi di nuovo a Beirut, ma entrambi questi viaggi furono successivamente annullati e fu rispedito a Riyad. Gli alleati politici di Ḥarīrī, solitamente allineati con l'Arabia Saudita, si unirono al resto delle forze politiche libanesi nel domandare il rilascio di Ḥarīrī negato dall'Arabia Saudita. La maggioranza del governo libanese chiese il suo ritorno. L'11 novembre, il presidente Michel Aoun dichiarò: "Il Libano non accetta che il suo primo ministro si trovi in una situazione in contrasto con i trattati internazionali e le norme standard nei rapporti tra Stati".
Successivamente Hariri partì per la Francia per incontrare il presidente francese Emmanuel Macron. Macron gli chiese espressamente di portare con sé moglie e figli. Fu in grado di presentare una simile richiesta grazie alla cittadinanza francese di Ḥarīrī.
Ḥarīrī è alla fine rientrato a Beirut il 22 novembre e, su richiesta di Aoun, ha sospeso le dimissioni, per poi revocarle definitivamente il 5 dicembre. Ḥarīrī ha sempre rifiutato di parlare di ciò che è accaduto in Arabia Saudita e ha affermato che gli eventi rimarranno riservati.

#### Elezioni parlamentari 2018 e reincarico
Dopo vari rinvii e quasi un decennio dalle ultime elezioni parlamentari, il 6 maggio 2018, si sono tenute le nuove elezioni per il rinnovo dell'Assemblea Nazionale libanese. Le elezioni hanno visto un forte arretramento del Movimento il Futuro, che è passato da 33 a 20 seggi, guidato da Ḥarīrī e di tutto il fronte della coalizione "14 Marzo" a favore dell'alleanza guidata dal Movimento Patriottico Libero di Aoun, Hezbollah ed Amal.
In ottemperanza a quanto stabilito nel Patto Nazionale e negli Accordi di Ta'if, che prevedono che il primo ministro sia un musulmano sunnita, il capo di stato Michel Aoun ha conferito ad Ḥarīrī l'incarico di formare un nuovo governo. Dopo otto mesi di complesse trattative con tutti i gruppi politici del paese Ḥarīrī riesce a formare il nuovo esecutivo che entra in carica ad inizio febbraio del 2019.

#### Crisi economica del 2019 e dimissioni
Dal 1997, i governi hanno mantenuto un tasso di cambio ancorato tra la lira libanese e il dollaro statunitense. Le previsioni per l'economia libanese sono peggiorate nel corso del 2010 e nel 2019 il PIL pro capite ha raggiunto il livello più basso dal 2008 e il rapporto debito/PIL ha raggiunto il massimo dal 2008 al 151%. Di conseguenza, le agenzie internazionali di rating del credito hanno declassato il rating dei titoli di Stato.
La combinazione di una recessione economica (dovuta in parte anche alle ricadute della guerra civile nella vicina Siria) in un paese dipendente dalle importazioni con la continuazione della sua politica monetaria ancorata alla valuta estera ha visto un aumento del deficit di bilancio del governo e una dipendenza dall'uso delle riserve di valuta estera della banca centrale della nazione per mantenere il valore della valuta.
Il governo di coalizione guidato da Saʿd Ḥarīrī ha risposto con un programma di austerità, di aumenti delle tasse generali e riduzioni della spesa, con l'obiettivo di ridurre il disavanzo pubblico. La riduzione del disavanzo nazionale era una condizione per un pacchetto di prestiti da 10,2 miliardi di dollari e sovvenzioni per 860 milioni di dollari concordati nel 2018 con la Banca Mondiale, la Banca europea per la ricostruzione e lo sviluppo e l'Arabia Saudita.
In una sessione del gabinetto tenutasi il 17 ottobre, il governo ha proposto strategie per aumentare il bilancio statale per il 2020. Sono state discusse 36 voci, tra cui l'aumento dell'imposta sul valore aggiunto del 2% entro il 2021 e un ulteriore 2% entro il 2022, raggiungendo un totale del 15%. Inoltre, i media hanno riferito che c'erano piani di addebito di 0,20 USD per le chiamate VoIP, come quelli effettuati su FaceTime, Facebook e WhatsApp. La sessione finale del progetto di bilancio si sarebbe tenuta il 19 ottobre, ma è stata annullata con l'accordo del Primo Ministro Saʿd Ḥarīrī e del Presidente Michel Aoun.
Nello stesso mese sono scoppiate in tutto il paese violente proteste contro la stagnazione economica, il carovita, la corruzione e la disoccupazione. Queste manifestazioni soprannominate Tax Intifada (Intifada delle Tasse) e Whatsapp Revolution, sono una serie di proteste nazionali, non settarie in risposta al fallimento del governo nel trovare soluzioni a una crisi economica che si è profilata nell'ultimo anno.
Le proteste hanno iniziato a manifestarsi intorno a Beirut verso la fine di settembre.
In risposta all'ondata di proteste il primo ministro Ḥarīrī ed il capo di stato Aoun hanno annunciato il ritiro delle nuove tasse ed una nuova manovra economica che prevedesse un taglio del debito pubblico (tramite la richiesta di più di 3 miliardi di dollari alle banche private libanesi da versare nelle casse della Banca Centrale.
Il 29 ottobre 2019 Hariri annuncia le sue dimissioni.
Il 19 dicembre è stato eletto dalla sola maggioranza dell'Alleanza 8 marzo il sunnita Hassan Diab, professore di ingegneria informatica all'università
.